# Рид-Росс, Джастин
Джастин Рид-Росс (англ. Justin Reid-Ross, 16 июля 1986, Стелленбос, ЮАР) — южноафриканский хоккеист (хоккей на траве), защитник. 

## Биография
Джастин Рид-Росс родился 16 июля 1986 года в южноафриканском городе Стелленбос.
Учился в университете Южной Африки в Претории.
Играл в хоккей на траве за нидерландские «Пиноке» из Амстердама (2010—2014), «Амстердамсе» (2014—2020) и «Хёрли» из Амстелвена (с 2020 года), индийские «Ранчи Ринос» (2013—2014), «Ранчи Рэйс» (2015) и «Дели Вейврайдерс» (2016—2017). Также играл в южноафриканском «Нортен Блюз». В сезоне-2014/2015 стал лучшим снайпером чемпионата Нидерландов, забив 34 мяча.
В 2012 году вошёл в состав сборной ЮАР по хоккею на траве на летних Олимпийских играх в Лондоне, занявшей 11-е место. Играл на позиции полузащитника, провёл 6 матчей, забил 4 мяча (два в ворота сборной Пакистана, по одному — Испании и Аргентине).
Трижды участвовал в чемпионатах мира 2006, 2010 и 2014 годов. На турнире 2010 года забил 2 мяча, на турнире 2014 года стал лучшим снайпером команды с 4 голами.
В 2006 году выступал на хоккейном турнире Игр Содружества в Мельбурне.
В 2006—2014 годах провёл за сборную ЮАР 97 матчей.

## Семья
Отец Джастина Рида-Росса Дэвид Рид-Росс также играл в хоккей на траве, в 1976—1986 годах выступал за сборную ЮАР.
Женат на южноафриканке, есть сын.